# Силва, Рафа
Рафаэ́л Алеша́ндре Ферна́ндеш Ферре́йра Си́лва (порт. Rafael Alexandre Fernandes Ferreira Silva; род. 17 мая 1993, Форте-да-Каза, Póvoa de Santa Iria e Forte da Casa) — португальский футболист, полузащитник турецкого клуба «Бешикташ» и национальной сборной Португалии. Чемпион Европы 2016 года и победитель Лиги Наций 2018/19.

## Клубная карьера
Рафа начинал свою карьеру в скромном «Атлетико Повоенси», позднее перебрался в систему «Алверки». В 2011 году Рафа стал игроком «Фейренсе». В сезоне 2012/13 он дебютировал во взрослом футболе, стал одним из ведущих полузащитников клуба второй лиги. В июне 2013 года состоялся его переход в «Брагу». Его дебют в Примейре состоялся 26 августа 2013 года в матче против «Белененсиша».
Летом 2016 перешёл в лиссабонскую «Бенфику» за 16 миллионов евро.
После того как закончился контракт с лиссабонской «Бенфикой», летом 2024 года на правах свободного агента перешел в турецкий клуб «Бешикташ» .

## Карьера в сборной
5 марта 2014 года Рафа дебютировал за сборную Португалии в матче против национальной сборной Камеруна.

### Матчи за сборную
| №  | Дата             | Оппонент   | Счёт | Голы | Соревнование                       |
| -- | ---------------- | ---------- | ---- | ---- | ---------------------------------- |
| 1  | 5 марта 2014     | Камерун    | 5:1  | —    | Товарищеский матч                  |
| 2  | 31 мая 2014      | Греция     | 0:0  | —    | Товарищеский матч                  |
| 3  | 7 июня 2014      | Мексика    | 1:0  | —    | Товарищеский матч                  |
| 4  | 14 ноября 2015   | Россия     | 0:1  | —    | Товарищеский матч                  |
| 5  | 17 ноября 2015   | Люксембург | 2:0  | —    | Товарищеский матч                  |
| 6  | 25 марта 2016    | Болгария   | 0:1  | —    | Товарищеский матч                  |
| 7  | 29 мая 2016      | Норвегия   | 3:0  | —    | Товарищеский матч                  |
| 8  | 2 июня 2016      | Англия     | 0:1  | —    | Товарищеский матч                  |
| 9  | 18 июня 2016     | Австрия    | 0:0  | —    | Финальные матчи ЧЕ-2016 (группа F) |
| 10 | 1 сентября 2016  | Гибралтар  | 5:0  | —    | Товарищеский матч                  |
| 11 | 11 октября 2018  | Польша     | 3:2  | —    | Лига Наций (А)                     |
| 12 | 14 октября 2018  | Шотландия  | 3:1  | —    | Товарищеский матч                  |
| 13 | 20 ноября 2018   | Польша     | 1:1  | —    | Лига Наций (А)                     |
| 14 | 22 марта 2019    | Украина    | 0:0  | —    | Отбор ЧЕ-2020 (группа В)           |
| 15 | 25 марта 2019    | Сербия     | 1:1  | —    | Отбор ЧЕ-2020 (группа В)           |
| 16 | 9 июня 2019      | Нидерланды | 1:0  | —    | Финал Лиги наций УЕФА 2018/19      |
| 17 | 10 сентября 2019 | Литва      | 5:1  | —    | Отбор ЧЕ-2020 (группа В)           |

Итого: сыграно матчей: 17 / забито голов: 0; победы: 9, ничьи: 5, поражения: 3.

## Достижения
«Брага»
- Обладатель Кубка Португалии: 2015/16

«Бенфика»
- Чемпион Португалии (3): 2016/17, 2018/19, 2022/23
- Обладатель Кубка Португалии: 2016/17
- Обладатель Суперкубка Португалии (2): 2017, 2019

«Сборная Португалии»
- Чемпион Европы: 2016
- Победитель Лиги наций УЕФА: 2018/19

«Сборная Португалии (до 21 года)»
- Финалист Чемпионат Европы среди молодёжных команд: 2015